# Ɐ
De Ɐ (kleine letter: ɐ) is een gewijzigde letter van het Latijnse alfabet, die bestaat uit een omgekeerde letter A.
De kleine letter ɐ (de omgekeerde double-storey of double-decker vorm ‘a’) wordt gebruikt in het Internationaal Fonetisch Alfabet (IPA) om de centrale bijna-open klinker aan te duiden.

Deze letter moet niet worden verward met de ɒ of ‘omgekeerde alfa (α)’ (de omgekeerde single-storey of one-decker vorm ‘ɑ’) die in het IPA wordt gebruikt voor de geronde open achterklinker.
Het wiskundig symbool ∀ dat sterkt hierop lijkt wordt gebruikt voor de universele kwantor.

## Unicode
Unicode bevat de letter Ɐ bij de codepunten U+2C6F (hoofdletter) en U+0250 (kleine letter). Het wiskundige symbool is opgenomen als U+2200.